# Yalla
Yalla è un singolo della cantante rumena Inna. È stato reso disponibile in download digitale dal 3 novembre 2015 ed estratto come quinto singolo dal quarto album della cantante, Inna.

## Descrizione
Yalla è un brano dance pop, ed è stato scritto (in inglese e arabo) e prodotto dai Play & Win. Il teaser della canzone con la copertina è stato distribuito il 29 ottobre 2015; l'anteprima del video è stata pubblicata 7 novembre 2015 su YouTube e il video ufficiale il 13 novembre 2015, registrato in Marocco con abiti e danze tipiche arabe.

## Tracce
Testi e musiche di Play & Win.
1. Yalla – 2:50